# Оправдание (христианство)
Оправдание (лат. iustificatio) — в христианском богословии учение о приобретении грешником праведности, тесно связанное с понятиями искупления и спасения. В Православии оправдание понимается как реальное освобождение человека от греха. В ряде других конфессий оправдание понимается преимущественно в юридическом смысле, как объявление человека праведником.

## Происхождение догмата
Христианское учение об оправдании в богословии апостола Павла имеет явные правовые коннотации и связано как с ветхозаветными образами праведности, так и с понятием «дел закона». Основными постулатами учения являются тезисы о праведности Бога, грешности человека и суде Бога над человеком. Вопрос о корректности переноса данных понятий из ветхозаветного контекста в христианский является сложным. Начиная с XIX века протестантскими богословами высказывались сомнения в наличии обоснования концепции оправдания в посланиях Павла. Вильям Вреде и Альберт Швейцер связывали её с ранней полемикой с иудеями. Согласно Вреде, основная мысль Павла касалась идеи искупления, а по Швейцеру — в «бытии во Христе».
До конца IV века идеи Павла об оправдании, предопределении и свободе воли не привлекали внимания христианских богословов, занятых формированием христологической и тринитарной догмы. К проблеме свободы воли, впоследствии тесно связанной с оправданием, из ранних авторов обращался Иустин Философ, отрицавший предопределённость и доказывавшего ответственность человека за свои поступки. В латинском богословии первым к проблематике свободы воли обратился Тертуллиан, ввёдший понятие liberum arbitrium. В IV веке Григорий Нисский различал два типа свободы, «структурную», в пределах которой Адам мог общаться с Богом до грехопадения, и «функциональную», дающую человечеству свободу выбора. Его современник Немезий развивал учение о свободе воли в духе аристотелизма и, выделяя voluntarium и involuntarium, подчёркивал значение человеческого разума в процессе принятия решений. Комментарии Амброзиастера на послания Павла по вопросу оправдания верой, как считается, построены на противопоставлении христианства и иудаизма, подчёркивая свободу от иудейского закона.
К проблеме предопределения неоднократно обращался Аврелий Августин (ум. 430). Его учение о благодати имело фундаментальное значение для средневекового богословия. Комментируя апостола Павла между 394 и 395 годами («Expositio quarundam propositionum ex epistola ad Romanos»), Августин придавал большое значение человеческим заслугам как основанию предопределения и причине проявления Божественной справедливости. Таким образом, на данном этапе подход гиппонского епископа основывался на идее предвидения Богом актов веры, в свою очередь являющейся причиной добрых дел. Августином предлагается следующая последовательность: Бог направляем всему грешному человечеству свою благодать (vocatio); те, кто по своей свободной воле прислушивается к его зову удостаиваются Святого Духа и приобретают способность творить благие поступки; те из них, кто будет стоек, удостоятся вечности. В этой схеме человеческая свободная воля, хотя и значительно ограниченная божественной, становится основанием заслуг. Симметричным образом объяснялось предопределение к проклятию. Несколько лет спустя Августин вновь обратился к проблематике предопределения, отвечая на вопросы епископа Симплициана Медиоланского, затруднявшегося интерпретировать известные ветхозаветные сюжеты: почему Господь ненавидел Исава, и как совместимо ожесточение сердца фараона со свободой воли? В «Quaestiones ad Simplicianum» Августин полностью поменял свою первоначальную позицию, и теперь уже у него вера не может быть основанием заслуг, поскольку сама является одним из даров Святого Духа. Симметрия предыдущего подхода нарушается, и если предвидение добрых дел больше не требуется для предопределения, предопределение к проклятию получает обоснование в первородном грехе. Своими ответами Августин заложил основу влиятельной на Западе богословской позиции, связавшей концепции предопределения и оправдания.
Определяющее значение для дальнейшего развития доктрины имел спор Августина с британским монахом Пелагием. Переселившись около 400 года в Рим и будучи потрясён царившим в столице империи развратом, Пелагий увидел причину нравственного падения христиан в насаждаемом церковью учении о первородном грехе. По его мнению, люди по своей природе склонны к добру, но неизбежно начинают грешить, если их учат об их природной греховности. Пелагий утверждал, что человек грешит и спасается по своей свободной воле, руководствуясь примером других людей. Для Пелагия отсюда логически следовало, что благодать не необходима ни для спасения, ни для искупления первородного греха. В ходе спора Пелагий согласился признать существование благодати во вторичных причинах — например, он относил к благодати свободную волю, откровение, моральный закон, пример Иисуса Христа и тому подобное. Августин, напротив, полагал, что после грехопадения воля человека находится всецело во власти греха, и для любого положительного изменения, в том числе спасения, требуется благодать. Не отрицая, что человек обладает liberum arbitrium, Августин заявлял, что свобода (libertas) у грешника функционирует порочно, не направляя его к добру. «Пленённая» свободная воля грешника (liberum arbitrium captivatum) сама не способна стремиться к оправданию, и только под действием благодати становится «свободной» (liberum arbitrium liberatum). Также Августин провёл различие между «действующим» (operative) и «содействующим» (co-operative) модусом действия благодати, первый из которых направляет человека к оправданию, а второй даёт возможность дальнейшего нравственного совершенствования через добрые дела. Таким образом, оправдание человека происходит против его воли, в грешном состоянии «пленённой», и не приводит автоматически к святости. Получив оправдание, бывший грешник получает возможность приобретать при помощи благодати заслуги. Ключевым понятием учения Августина об оправдании является праведность Бога (iustitia Dei), понимаемая не сама по себе, но через оправданию грешников. Идею о том, зачем праведный Бог оправдывает грешников, богослов иллюстрирует через миссию Христа.

## В разных конфессиях

### В католицизме
Развитием учения о покаянии стали кельтские покаянные книги, предназначенные в качестве наставления для грешных душ. Первые «Покаянники» появились в Ирландии в середине VI века. Многочисленные документы подобного рода имели не литургическую, а правовую направленность — каждой разновидности греха было сопоставлено полагающееся за него покаяние. Учение об оправдании и спасении человека в католицизме понято и истолковано Католической церковью в чисто внешнем, юридическом смысле, с точки зрения правовых отношений между Богом и человеком. Сущность первородного греха, учит она, состоит не столько в повреждении духовно-телесной природы человека, сколько в том, что грехом своим человек оскорбил Бога, навлек на себя Его праведный гнев и лишился благодати, «дара первобытной праведности». Вследствие этого искупление должно было иметь своей главной целью возвращение человеку благодати. Но благодать могла быть возвращена только возвращением к нему благоволения со стороны Бога, которого человек оскорбил своим грехом. Так как человек с своей стороны не мог принести Богу достаточное удовлетворение за нанесенное ему оскорбление, то потребовались для принесения этого удовлетворения воплощение и смерть Сына Божия. Если бы не было надобности в этом удовлетворении, не было бы надобности и в воплощении Сына Божия, — для восстановления человека в невинное состояние достаточно было возвратить ему дар благодати, потерянный через грех. При сохранившихся почти неповрежденных грехом силами и возвращении дара первобытной праведности он в состоянии и сам собственными трудами и подвигами заслуживать или приобретать право на получение наград от Бога; или вечного блаженства. Соответственно с такими представлениями ο грехе, искуплении и состоянии природы человека, оправдание и спасение человека совершается, по католическому учению, не заслугами только Христа Спасителя, но и заслугами самого человека. В качестве обоснования утверждается, что Христос заслужил благодать Божию и небесное блаженство для всего человечества.
С начала XII века в католицизме обсуждался вопрос о внутренней структуре оправдания. Одно из первых учений о processus iustificationis предложил французский бенедиктинец Эрве Деольский: знание греха (cognitio peccati) ведёт к врачеванию благодатью, а то, в свою очередь, к любви к праведности. Трёхчастная схема процесса оправдания стала основной, но терминология долгое время не была чётко определена. Согласно французскому богослову XII века Петру Коместору процесс состоял из распространения благодати, её взаимодействия со свободной волей и их «консумации».
Благодать даруется людям ради их заслуг, ибо без благодати они не могли бы оправдаться и спастись. Она призывает грешника к спасению. При содействии этой благодати (т. н. предваряющей) в призываемых ко спасению является вера в смысле «самого твердого согласия на всё открытое свыше», в особенности же вера в то, «что нечестивый оправдывается Богом по благодати Его, избавлением ο Христе Иисусе», a вместе с ней — страх перед правосудием Божьим, надежда на помилование, покаяние, решимость принять крещение, начать новую жизнь и соблюдать заповеди. Все это вместе взятое называют приготовлением (dispositio) к оправданию в крещении. На этой подготовительной к оправданию ступени, учат некоторые из римских богословов, человек уже может совершать духовные подвиги, — добрые дела, которые являются как бы заслугами, за которые Бог затем в крещении дает ему благодать оправдания. Такие добрые дела называют «полной заслугой» (merita de congruo). Они совершаются не при помощи благодати оправдания, а при помощи естественных сил самого человека, и принимаются Богом за заслуги как бы из чувства приличия (ех congruo). За приготовлением следует само оправдание в таинстве крещения, или т. н. влитие благодати (infusio gratiae). В этом таинстве Бог вливает в человека свой сверхъестественный дар (supernaturale donum), или свою благодать, которая освящает и обновляет его природу и через то освобождает его от всех его грехов — первородного и личных, а вместе с тем и от всех наказаний — временных и вечных. За этим оправданием, учит католицизм, начинается второе оправдание, иначе называемое увеличением святости, в котором праведный делается ещё праведнее (justus efficitur justior), посредством доброделания в последующей жизни.
В первом оправдании человеку дается некоторая степень святости, достаточная для получения права на загробное блаженство. Ho Бог «не желает, чтобы Христовы заслуги приносили нам пользу без всякого содействия с нашей стороны». Своими стараниями и усилиями или добрыми делами человек может к усвоенной им в крещении Христовой заслуге прибавить ещё собственную и, таким образом, увеличить самостоятельный свой венец. При этом дела понимаются исключительно в смысле суммы внешних поступков, служащих обнаружением внутренней святости. Делами человек заслуживает новый дар сверх естественный, то есть Бог, видя доброделание человека, прибавляет в награду за него той святости в праведности, которую он излил на человека при крещении, и этим дает человеку возможность делать ещё больше добрых дел, чтобы снова заслужить приращение святости или тем более оправдаться и т. д.. Достигнутая таким образом святость в свою очередь заслуживает увеличенное блаженство за гробом, а добрые дела, совершаемые при помощи влитой благодати, суть заслуги в собственном смысле (заслуги не de congruo, a merita de condigno), то есть такие заслуги, которые человек может прямо предъявить Богу, как дающие неотъемлемое право на получение вечной жизни и за которые Бог дарует вечную блаженную жизнь, как нечто должное, как награду, и даже более — как плату (merces), и притом дарует прямо «пропорционально делам».
Не считая достаточным признанием добрых дел человека заслугами пред Творцом, в католицизме была введена возможность сверхдолжных дел. Католицизм считает закон Божий таким ограниченным, что можно не только легко выполнять его, но сделать многое и свыше его требований. Закон будто бы делится на заповеди и советы. Заповеди предлагаются всем без исключения христианам, а советы — понимаются как высшая мораль, обязательная только для желающих достигнуть высшего нравственного совершенства, но неисполнение их не вредит вечному спасению. Исполняя заповеди, человек делает должное, сам для себя заслуживает спасение, а, следуя советам, он совершает уже сверхдолжное, и не только заслуживает для себя лично вечную жизнь, но может заслужить её и для других, у коих собственных добрых дел для спасения недостаточно. Таковы заслуги святых людей. Заслуг святых так много, что они, вместе с заслугами Христа Спасителя, составляют неисчерпаемую сокровищницу сверхдолжных дел (thesaurus supererogationis operum). Из этой сокровищницы, находящейся в распоряжении Римской церкви, церковь в лице своего главы — папы в праве брать заслуги в желаемом количестве и вменять их другому лицу. Отсюда возникли т. н. индульгенции.

### В протестантизме
Крайности католического учения об оправдании, в особенности учение о добрых делах, как заслугах, и применение его к церковно-религиозной жизни, вызвали протест со стороны деятелей Реформации XVI века. Отвергнув католическое учение, протестанты, как лютеране, так и реформаты, провозгласили новое учение об оправдании, противоположное католическому. Основной его постулат состоит в том, что человек оправдывается только верой (per solam fidem), то есть без дел или независимо от дел (т. н. реальный или материальный принцип протестантства), с пониманием самого существа оправдания в чисто юридическом смысле. Формула об оправдании единой верой встречается у апостола Павла.
По происхождению своему оправдывающая вера, как и все обращение человека, учит протестантизм, является полностью даром Божией благодати. В силу грехопадении духовные силы человека так сильно повреждены, что он сделался неспособным к деятельному и совместному с благодатью участию в своём обращении и возрождении. Поэтому Сам Бог начинает и производит его обращение (conversio), воля же человека «при обращении находится в чисто пассивном состоянии». Благодать Божия, приходящая со словом о спасении во Христе, пробуждает веру в Искупителя и оправдывает «через веру в кровь Христову», — тех, которых хочет спасти, делая и «из людей противящихся и не хотящих (спасения) хотящими». Предметом (объектом) оправдывающей веры служит не вера лишь вообще во всё то, что возвещается в слове Божием и излагается в символах веры. Главный предмет оправдывающей веры, делающей её спасительной (fides salvifica или justificans), — это уверенность спасаемого в том, что Христос принёс достаточную жертву умилостивления не просто за грехи людей вообще, а именно и за его личные грехи, желает его личного спасения, что ради этой жертвы он прощает именно его грехи, иначе, — спасающая вера есть твердое упование на заслуги Христа и присвоение их верующим самому себе, уверенность в своем личном спасении. Эта вера и производит то, что тот, кто имеет такую веру, из преступника, каков падший и вообще всякий человек до появления в нём веры, становится в очах Божиих человеком оправданным. Давая такое понятие об оправдывающей вере, протестантство решительно восстает против понимания спасающей веры в смысле веры, действующей любовью, проявляющейся в деятельности. Протестанты полагают, что учением ο вере, действующей любовью, разрушалось бы учение об оправдании единою верой.
С понятием об оправдывающей вере связано протестантское учение о существе оправдания. В формально-юридическом смысле «оправдывать» (др.-греч. δικαιούν, justificare) означает объявлять кого-либо правым по силе власти, а не вследствие действительной правоты объявляемого лица. Соответственно, «оправдание» (δικαιοσύνη, justificatio), как обозначение действия оправдания грешника пред Богом, означает объявление его по суду оправданным, освобождение ради заслуг Искупителя от греха, как вины, и ответственности (наказаний) за грех, вменение (λογίζεται, от Рим. 4:5) чужой праведности в собственную, но грех, как грех, остается в оправданном. Во внутреннем существе его никакого нравственного изменения не происходит. Он остается и после оправдания в крещении таким же грешником, каким был и до крещения, но только грех более не вменяется ему в вину. Бог относится к нему, в силу заслуг Христа, как будто он не согрешил, а напротив — исполнил закон, или как будто бы заслуга Христа была его собственной. Отсюда вытекает различие между оправданным в крещении и некрещеным состоит лишь в том, что до крещения и появления оправдывающей веры грешник не знал, что вина за грех снята с него заслугами Искупителя, а после крещения и в силу оправдывающей веры он знает об этом. Согласно Формуле согласия (I.IV.2.7), «добрые дела должны быть полностью исключены как из вопроса, касающегося спасения, так и из артикула об оправдании пред Богом — что удостоверяет Апостол, когда он пишет следующие слова: „Так и Давид называет блаженным человека, которому Бог вменяет праведность независимо от дел: …Блажен человек, которому Господь не вменит греха“. И снова: „Ибо благодатию вы спасены чрез веру, и сие не от вас, Божий дар: не от дел, чтобы никто не хвалился“».

### В православии
Оправдание состоит в том, что в силу заслуг Христа благодатью не только снимается с падшего, но верующего человека осуждение или проклятие за грехи — первородные и произвольные, но и очищается от всякого греха. Вследствие того, что оправдание состоит не в снятии только с человека осуждения за грех или прощении греха, как вины (объявления его правым пред судом Божиим в юридическом смысле), а и в действительном уничтожении всего греховного в человеке, оправдание водою и Духом является вместе и освящением. Оправдание и освящение, таким образом, в сущности совпадают, неотделимы одно от другого: падший человек, действием Божией благодати очищаемый от того, что греховно, действительно делается праведным, а посему и оправданным, то есть освобожденным от греха, как вины; равно как и наоборот: с него снимается вменение и осуждение за грех, потому что он действительно делается святым (освященным), обладающим действительной праведностью или невинностью, какой обладал Адам до падения, то есть в смысле неимения вины по отсутствию самого греха.
Восточная Православная церковь на Иерусалимском соборе 1682 года осудила кальвинистское учение о не всеобщем характере спасающей благодати, безусловном предопределении и непреодолимой силе благодати. В «Послании Восточных патриархов о Православной вере» (1723) об оправдывающей благодати сказано, что она, содействуя, укрепляя и постепенно совершенствуя верующих в любви Божией, оправдывает их и делает предрасположенными к спасению. В православном богословии различают два её действия, оправдание и освящение, однако различие между ними условно. Восточное богословие отрицает юридический смысл оправдания, и понимает его как реальное освобождение человека от греха, первородного и произвольных. После оправдания природа человека восстанавливается в её цельности, всё злое в нём уничтожается, грешник превращается в праведника.

### В англиканстве
Вероучение Церкви Англии сформировалось на даруемое во Христе оправдание и на предопределение под влиянием лютеранских и реформатских воззрений. О сущности оправдания говорится в «39 статьях англиканского вероисповедания», в статьях с XI по XIV.

## Межконфессиональный диалог
- Совместная декларация о доктрине оправдания